# Armando Latini
Armando Latini (Roma, 20 maggio 1913 – Roma, 20 maggio 1966) è stato un ciclista su strada e pistard italiano.
Da dilettante fu vicecampione olimpico nell'inseguimento a squadre ai Giochi di Berlino 1936; fu poi attivo come indipendente dal 1938 al 1946.

## Palmarès
- 1932 (dilettanti)

Coppa Romolo Lazzaretti
2ª tappa Giro della Tripolitania (Zuara > Zavia)
4ª tappa Giro della Tripolitania (Garian > Tarhuna)
- 1934 (dilettanti)

Gran Premio Pennacchi
- 1939 (G.S. Milizia Contraerea)

5ª tappa Giro di Sicilia

## Piazzamenti

### Competizioni mondiali
- Giochi olimpici

Berlino 1936 - Inseguimento a squadre: 2º